# Gastrochilus intermedius
Gastrochilus intermedius  (лат.) — вид однодольных растений рода Гастрохилус (Gastrochilus) семейства Орхидные (Orchidaceae). Под текущим таксономическим названием был описан немецким ботаником Отто Кунце в 1891 году.

## Распространение, описание
Распространён на юго-востоке провинции Сычуань (Китайская Народная Республика), северо-востоке Индии, в Таиланде и Вьетнаме. Встречается в лесах на стволах деревьев.
Эпифитное растение, хамефит. Стебель ветвистый, около 15 см длиной. Листья узколанцетные, размещены в два ряда. Соцветие короткое, несёт 2—3 мелких цветка бледно-жёлтого цвета. Цветёт в октябре.

## Синонимы
Синонимичные названия:
- Saccolabium calceolare Paxton nom. illeg.
- Saccolabium intermedium Griff. ex Lindl.typus